# Коїчі Беріш
Коїчі Беріш (англ. Koichi Barrish) — американець, який прийняв синто й став другим ґайджином-каннуші.

## Біографія
Лоуренс Беріш народився у 1950 в США. З 19 років він працює буджютсу. З початку 70-х років він зацікавився синто Мітама Шізуме. Приїхав до Вашінгтону він засновав синтоїстський храм. Синто — дуже націоналістична релігія, через це прийняти її гайджину дуже складно. У 1989 Коїчі Беріш став Мічіко під вчительство Ямамото Ґуджі, Івасакі Хітоші, Кавашіма Тошітака та інших кануші синтоїстського храму Тсубакі. Він заснував Tsubaki Grand Shrine of America, в якому він працює як кануші. Коїчі Беріш став другим гайджином-кануші за усю історію Японії та синто.